# بوديل ستين
بوديل ستين (بالدنماركية: Bodil Steen)‏ هي ممثلة دنماركية، ولدت في 14 يناير 1923 في الدنمارك في مملكة الدنمارك، وتوفيت في 10 يناير 1979 في فريدريكسبرغ في الدنمارك.

## وصلات خارجية
- بوديل ستين على موقع IMDb (الإنجليزية)
- بوديل ستين على موقع ميوزك برينز (الإنجليزية)
- بوديل ستين على موقع قاعدة بيانات الأفلام السويدية (السويدية)
- بوديل ستين على موقع قاعدة بيانات الفيلم (الإنجليزية)
- بوديل ستين على موقع كينوبويسك (الروسية)